# ساوي أوكونور
ساوي أوكونور (بالإنجليزية: Saoi O'Connor)‏ (مواليد 2003) هي ناشطة مناخية أيرلندية بدأت إضراب في أيام الجمعة من أجل المستقبل في كورك بأيرلندا في يناير 2019.

## النشاط المناخي
بدأت ساوي أوكونور إضراب أيام الجمعة من أجل المستقبل في مدينة كورك في 11 يناير 2019 خارج قاعة مدينة كورك [الإنجليزية]، حاملة ملصق كتب عليه «الإمبراطور بلا ملابس» (بالإنجليزية: The Emperor Has No Clothes)‏.  ظهرت أوكونور لأول مرة إعلاميًا في سن 3 سنوات كجزء من حملة التجارة العادلة خلال عيد القديس باتريك. تركت أوكونور التعليم السائد في مدرسة Skibbereen Community School لمتابعة التعليم المنزلي. للسماح لهم بحملة بدوام كامل. في فبراير 2019، سافرت أوكونور إلى البرلمان الأوروبي في ستراسبورغ للانضمام إلى زملائه الناشطين في مناقشات المناخ.
كانت أوكونور أحد المندوبين الـ 157 في جمعية شباب RTÉ حول المناخ لعام 2019 (بالإنجليزية: RTÉ Youth Assembly on Climate)‏، وحضرت مؤتمر الأمم المتحدة لتغير المناخ في مدريد في نفس العام. في ديسمبر 2019، حصلت أوكونور على جائزة الفرد المتميز في حفل توزيع جوائز منتدى كورك البيئي. خلال الحفل، أشاروا إلى مدى التغيير القليل فيما يتعلق بسياسة تغير المناخ منذ أن بدأوا إضرابهم المناخي. كما تلقت مجموعة Friday for Future Cork، التي ينتمي إليها أوكونور، الثناء من المنتدى.
بسبب وباء COVID-19، تم تعليق الإضرابات الشخصية في المدرسة في أوائل عام 2020 ، لكن أوكونور في كانون الأول (ديسمبر) 2020، كانت أوكونور جزءًا من مجموعة عالمية من 9 نساء وناشطات غير ثنائيات نشرت رسالة إلى قادة العالم على أخبار مؤسسة تومسون رويترز بعنوان بما أن اتفاقية باريس بشأن تغير المناخ تصادف مرور خمس سنوات، فإن الإجراءات العاجلة بشأن التهديدات المناخية هي مطلوب الآن . ضمت المجموعة الدولية ميتزي جونيل تان [الإنجليزية]، بليندار ريكيماني، ليوني بريمر، لورا مونيوز، فاتو جينج، ديشا رافي، هيلدا فلافيا ناكابوي [الإنجليزية]، صوفيا هيرنانديز سالازار.
كتبت أوكونور مقالًا لـ The Irish Times في يناير 2021 يعكس صعوبات التحضير لامتحانات شهادة التخرج أثناء الوباء. كانت أوكونور أحد المساهمين في مختارات Empty House، شارك في تحريره أليس كينسيلا ونيسا أوماهوني وشملت مساهمات من ريك أوشيا وباولا ميهان. في يوم الأرض 2021، كانت أوكونور أحد منظمي الحدث الافتراضي أيام الجمعة من أجل المستقبل في أيرلندا، والذي دعا وزير العمل المناخي إيمون رايان إلى اتخاذ المزيد من الإجراءات الفورية بشأن تغير المناخ.